# Black Mountain (Belfast)
Black Mountain (Belfast) är en hög kulle med utsikt över staden Belfast, Nordirland.
Med en höjd av 389 m ö.h. tornar Black Mountain upp sig över större delen av västra Belfast och är en del av Belfast Hills. Namnet Black Mountain kommer förmodligen från det angränsande berget Divis (/ˈdɪvɪs/; från irländska Dubhais 'svart ås'), och det kan ha setts som ett berg tidigare. På toppen av Black Mountain finns Black Mountain telestation.

## Geologi
Black Mountain består av basalt ovanpå kalksten, liksom Cave Hill längre norrut. Det har gjorts fynd av flinta i området. Där finns det också råttor, ödegårdar och igenvuxna stigar som förenar fälten och gårdarna och de stigar som finns på berget. En klar dag är det utsikt över Lough Neagh, Strangford Lough, Mournebergen och Sperrin Mountains, samt Skottland och County Donegal.
I många år har människor lobbat för bevarandet av Belfast Hills, i hopp om att få ett slut på brytningen av sten. Stenbrottet är brant och djupt utgrävt och basalten från det används mest till vägar. Black Muntain förvaltas av National Trust